# David Ejoke
David Ejoke (* 8. November 1939 in Umukwata, Delta) ist ein ehemaliger nigerianischer Sprinter.
Bei den Olympischen Spielen 1964 in Tokio schied er über 200 m im Vorlauf aus.
1965 gewann er bei den Afrikaspielen Silber über 200 m.
Im Jahr darauf gewann er bei den British Empire and Commonwealth Games 1966 in Kingston Bronze über 220 Yards. Über 100 Yards wurde er Vierter, und in der 4-mal-110-Yards-Staffel sowie der 4-mal-440-Yards-Staffel wurde er jeweils Sechster. 
Bei den Olympischen Spielen 1968 in Mexiko-Stadt erreichte er über 200 m das Viertelfinale und schied in der 4-mal-400-Meter-Staffel in der ersten Runde aus.

## Persönliche Bestzeiten
- 100 Yards: 9,4 s, 17. März 1962, Port Harcourt
- 220 Yards: 20,8 s, 9. April 1965, Lagos (entspricht 20,7 s über 200 m)